# Prítanis de Esparta
Prítanis foi rei da cidade grega de Esparta de 860 a.C. até 830 a.C. ano da sua morte, pertenceu à Dinastia Euripôntida.
Ele sucedeu a seu pai Euriponte e foi sucedido por seu filho Êunomo. Durante seu reinado começou a rivalidade entre Esparta e Argos.
Segundo Diodoro Sículo, em texto que sobrevive citado por Eusébio de Cesareia e truncado, Prítanis reinou por quarenta e nove anos. Segundo Isaac Newton, as durações dos reinados dos primeiros reis ágidas e euripôntidas de Esparta, que são, em média, trinta e oito anos de pai para filho nos dez reis ágidas e quarenta e dois anos nos nove reis euripôntias, indicam que estas cronologias são falsificações dos mitógrafos gregos, de forma a colocar o retorno dos Heráclidas ao Peloponeso em uma data bem mais anterior à data real.